# あねぼん
あねぼんは、千葉県市原市姉崎の姉崎門前市のゆるキャラ。
2007年10月25日の第5回姉崎門前市でデビュー。2009年10月27日の全国ゆるキャラアワード2009で準グランプリを受賞した。姉崎門前市によく出没する。
名称「あねぼん」は、姉崎の「あね」と梵鐘の「ぼん」を合わせたもの。妙経寺の梵鐘をモチーフとし、撞木を自ら持ち歩いて鐘を叩く。
姉ケ崎駅東口ロータリーの隅にはあねぼんの像が立っており、おなかをなでると願い事（特に恋愛）が成就するという設定。